# دادگاه نورنبرگ
دادگاه نورنبرگ (به انگلیسی: Nuremberg trials) به مجموعه‌ای از دادرسی‌های نظامی گفته می‌شود که پس از جنگ جهانی دوم به‌وسیلهٔ متفقین و تحت حقوق بین‌الملل و قوانین جنگ برگزار شد. بیشترین اهمیت این دادگاه‌ها در دادرسی آن دسته از اعضای برجستهٔ رهبری سیاسی، نظامی، قضایی و اقتصادی آلمان نازی بود که هولوکاست و دیگر جنایت‌های جنگی را برنامه‌ریزی و اجرا کرده یا به‌نحو دیگری در آنها دست داشتند. دادرسی‌ها در شهر نورنبرگ آلمان برگزار شد و حکم‌هایی که در آن صادر شد، نقطهٔ گذار از قوانین کلاسیک به قوانین معاصر بین‌المللی است.
نخستین و مهم‌ترینِ این دادرسی‌ها، دادرسی جنایتکاران جنگی مهم در دادگاه نظامی بین‌المللی (IMT) بود. نورمن بیرکِت، یکی از قضات بریتانیایی حاضر در این دادرسی، آن را «بزرگ‌ترین دادرسی در تاریخ» دانست. در این دادگاه که از ۲۰ نوامبر ۱۹۴۵ تا ۱ اکتبر ۱۹۴۶ طول کشید، ۲۴ تن از مهم‌ترین رهبران سیاسی و نظامی رایش سوم دادرسی شدند. از میان این رهبران، مارتین بورمن که بدون آگاهی متفقین در ماه مه ۱۹۴۵ مرده‌بود، به‌طور غیابی محاکمه شد. متهمی دیگر، روبرت لِی، یک هفته پس از آغاز دادرسی خودکشی کرد. آدولف هیتلر و یوزف گوبلز هر دو در بهار ۱۹۴۵ برای گریز از دستگیری خودکشی کرده‌بودند. هاینریش هیملر در حال فرار به سوئیس بود، اما به‌وسیلهٔ نیروهای بریتانیا دستگیر شد و یک روز پس از دستگیری خودکشی کرد. هاینریش مولر یک روز پس از خودکشی هیتلر ناپدید شد، و بلندپایه‌ترین مقام نازی است که سرنوشتش نامعلوم مانده است. راینهارت هایدریش در ۱۹۴۲ به‌وسیلهٔ پارتیزان‌های چک کشته‌شده‌بود. یوزف تِربوفن در ۱۹۴۲ در نروژ با دینامیت خودکشی کرد. آدولف آیشمن به آرژانتین گریخت، اما به‌وسیلهٔ موساد از آنجا ربوده و در ۱۹۶۲ در اسرائیل دادرسی و به دار آویخته‌شد. هرمن گورینگ به مرگ محکوم شد، اما شب پیش از اعدام، با خوردن سیانور خودکشی کرد.
در این متن نخستین دادرسی، که آن را دادگاه نظامی بین‌المللی انجام داد، بررسی می‌شود. دادرسی‌های جنایتکاران جنگیِ کوچک‌تر، تحت قانون شمارهٔ ۱۰ شورای کنترل آمریکا برگزار شد که دادرسی پزشکان و دادرسی قضات را نیز دربر می‌گرفت.
دسته‌بندی جنایت‌ها و ساختار دادگاه در این دادرسی‌ها، بعدها به‌وسیلهٔ سازمان ملل برای دادرسی جنایت‌های جنگی، جنایت علیه بشریت و تجاوز نظامی الگو قرار گرفت و پایه‌ای برای تشکیل دیوان کیفری بین‌المللی شد. کیفرخواست‌های نورنبرگ، برای نخستین بار در حقوق بین‌الملل، "نسل‌کشی" را دربرمی‌گرفت (مورد سوم از جنایت‌های جنگی: "نابود کردن گروه‌های نژادی و ملی، و اِعمال آن علیه غیرنظامیانِ شماری از مناطق اشغالی، برای نابود کردن نژادها و گروه‌های مشخصی از مردم و گروه‌های ملی، نژادی، یا دینی، به‌ویژه یهودیان، لهستانی‌ها، کولی‌ها و دیگران.")

## ریشه‌ها
به‌نظرم سه راه پیش روی ما بود: یکی این که بگذاریم جنایت‌های انجام شده بی‌کیفر بماند، دوم این که مرتکبان را اعدام یا مجازات کنیم، سوم این که آنها را دادرسی کنیم. آیا می‌شد چنین جنایت‌هایی بی‌کیفر بمانند؟ آیا فرانسه، روسیه، هلند، بلژیک، نروژ، چکسلواکی، لهستان یا یوگسلاوی چشم بر این جنایت‌ها می‌بستند؟ همه به‌یاد می‌آوردند که پس از جنگ جهانی اول، متهمان به جنایت برای دادرسی به آلمان تحویل داده‌شدند، و نتیجه چه مسخره بود. بیشترشان مجازات نشدند و حکم‌های اجراشده هم نمایشی بود و همان‌ها هم پس از مدتی مورد بازنگری قرار گرفت. جفری لارنس، ۵ دسامبر ۱۹۴۶

پس از جنگ جهانی اول، متهمان ارتکاب جنایات جنگی از مه تا ژوئیهٔ ۱۹۲۱ در دادگاه جنایات جنگی در شهر لایپزیگ در آلمان دادرسی شدند. این دادرسی‌ها بسیار محدود و به‌باور بسیاری، بی‌فایده بود. پس از آغاز جنگ جهانی دوم، در آغاز سال ۱۹۴۰، دولت در تبعید لهستان از دولت‌های بریتانیا و فرانسه خواست تجاوز آلمان به لهستان را محکوم کنند. بریتانیا در آغاز از این کار سرباز زد؛ با این حال در آوریل ۱۹۴۰ بیانیهٔ مشترکی در این باره به‌وسیلهٔ بریتانیا، حکومت موقت جمهوری فرانسه و لهستان صادر شد. در این بیانیه که به‌دلیل ملاحظات بریتانیا و فرانسه لحن ملایمی داشت، سه کشور اعلام کردند «خواهان اعتراض رسمی و آشکار در برابر وجدان جهانی علیه این اقدام دولت آلمان هستند و دولت آلمان را مسئول جنایت‌هایی می‌دانند که نباید بی‌کیفر بماند.»
سه سال و نیم پس از آن، تمایل به مجازات آلمان شدت بیشتری پیدا کرد. در ۱ نوامبر ۱۹۴۳، شوروی، بریتانیا و آمریکا با انتشار اعلامیه‌های مسکو، «هشدار جدی» دادند که متفقین پس از شکست نازی‌ها، آن‌ها را تا دورترین نقاط جهان تعقیب خواهند کرد تا عدالت اجرا شود. این اعلامیه تأثیری بر وضعیت آن دسته از جنایتکاران جنگی ندارد که جنایت‌هایشان مکان جغرافیایی مشخصی ندارد و با تصمیم مشترک دولت متفقین مجازات خواهند شد. فرانکلین روزولت، رئیس‌جمهور آمریکا، خطاب به خاخام ستیفن وایز، رئیس کنگرهٔ یهودیان آمریکا، نوشت مردم آمریکا نه‌تنها با همهٔ قربانیان جنایت‌های نازی‌ها همدردی می‌کنند، بلکه در روز دادرسی که مطمئناً خواهد آمد، به‌حساب مرتکبان این جنایت‌ها خواهند رسید. متفقین در کنفرانس یالتا و کنفرانس پوتسدام در ۱۹۴۵ نیز برخواستهٔ خود برای دادرسی مرتکبان تأکید کردند.
برابر اسناد کابینهٔ جنگ بریتانیا که در ۲ ژانویهٔ ۲۰۰۶ منتشر شد، در دسامبر ۱۹۴۴ این کابینه مجازات نازی‌های برجسته در صورت دستگیری را مورد بررسی قرار داده‌بود. وینستون چرچیل، نخست‌وزیر بریتانیا، برای گذر از موانع قانونی، خواهان اعدام خودسرانه در شماری از موارد و با استناد به قانون اعدام بی‌محاکمه (Act of Attainder) شده‌بود، و تنها بعدها پس از گفتگو با رهبران آمریکا و شوروی تغییر عقیده داد.

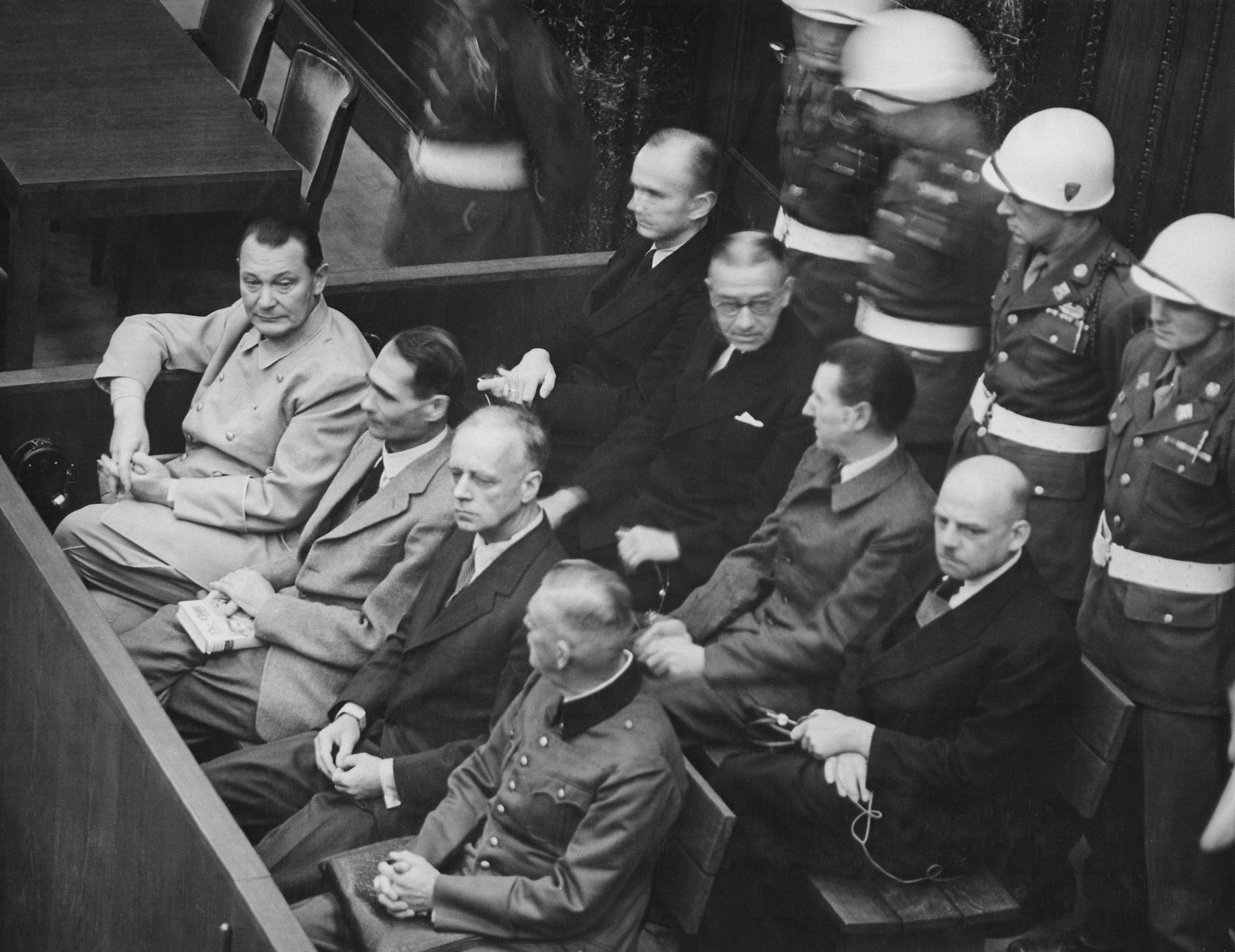
متهمان در جایگاه در دادگاه نورنبرگ. هرمن گورینگ (گوشهٔ چپ، ردیف جلو) پس از مرگ هیتلر، مهم‌ترین مقام زندهٔ آلمان نازی به‌شمار می‌آمد.

در اواخر ۱۹۴۳، ژوزف استالین، رهبر شوروی، در کنفرانس تهران اعدام ۵۰٫۰۰۰ تا ۱۰۰٫۰۰۰ افسر ستاد آلمانی را به دو رهبر دیگر متفقین پیشنهاد داد. فرانکلین روزولت، رئیس‌جمهور آمریکا، به‌شوخی گفت شاید اعدام ۴۹٫۰۰۰ نفر کافی باشد. چرچیل با «اعدام سربازانی که برای کشورشان می‌جنگند» مخالفت کرد و افزود ترجیح می‌دهد به‌جای همکاری در این اقدام، «به حیاط برده و تیرباران شود.» با این حال چرچیل اعلام کرد که جنایتکاران جنگی باید تاوان جنایت‌هایشان را بپردازند، و، برابر سند مسکو که خودش آن را نوشته‌بود، باید در همان محلی دادرسی شوند که جنایت را انجام داده‌اند. چرچیل به‌شدت مخالف «دادرسی به‌دلایل سیاسی» بود.
هنری مورگِنتائو، وزیر خزانه‌داری آمریکا، برنامه‌ای برای نازی‌زدایی از آلمان پیشنهاد داد که در آن غیرصنعتی‌کردن اجباری آلمان و اعدام بی‌محاکمهٔ «جنایتکاران دانه‌درشت» قید شده‌بود.
روزولت در آغاز از برنامه حمایت کرد، و توانست چرچیل را هم به پشتیبانی از نوع ملایم‌تری از آن متقاعد کند. با افزایش ناخرسندی رسانه‌ها نسبت به برنامه، روزولت از پیگیری آن منصرف شد، اما برنامهٔ جایگزینی هم برای آن پیشنهاد نداد. کنار رفتن برنامهٔ مورگِنتائو نیاز به برنامه‌ای جایگزین برای برخورد با رهبران نازی را پدیدآورده بود. سپس پیش‌نویس «برنامهٔ دادرسی جنایتکاران جنگی اروپا» به‌وسیلهٔ وزارت جنگ آمریکا و هنری استیمسون، وزیر جنگ آمریکا، تهیه شد. در پی مرگ روزولت در آوریل ۱۹۴۵، هری ترومن، رئیس‌جمهور جدید، پشتیبانی جدی خود از راه‌حل قضایی را اعلام کرد. پس از گفتگوهایی میان بریتانیا، آمریکا، شوروی و فرانسه، جزئیات دادرسی مورد بررسی قرار گرفت. قرار شد دادرسی از ۲۰ نوامبر ۱۹۴۵ در شهر نورنبرگ در استان بایرن آلمان برگزار شود.

## تشکیل دادگاه‌ها
در ۲۰ آوریل ۱۹۴۲، نمایندگانی از نُه کشور اشغال‌شده به‌وسیلهٔ آلمان، برای تهیهٔ پیش‌نویس «قطعنامهٔ متفقین علیه جنایت‌های جنگی آلمان» در لندن دیدار کردند. بریتانیا، آمریکا و شوروی در کنفرانس تهران (۱۹۴۳)، کنفرانس یالتا (۱۹۴۵) و کنفرانس پوتسدام (۱۹۴۵) بر سر چهارچوب مجازات مسئولان جنایت‌های جنگی در جنگ جهانی دوم به توافق رسیدند. به فرانسه هم جایی در دادگاه اختصاص داده‌شد. پایهٔ حقوقی دادرسی منشور دادگاه نظامی بین‌المللی لندن بود، که چهار قدرت در ۸ اوت ۱۹۴۵ برسر آن به توافق رسیده بودند و دادرسی را محدود به «مجازات جنایتکاران جنگی مهم کشورهای محور اروپایی» می‌کرد.
در حدود ۲۰۰ متهم به جنایات جنگی در نورنبرگ دادرسی شدند، و ۱٫۶۰۰ تن دیگر به‌شیوه‌های نظامی سنتی دادرسی شدند. صلاحیت قانونی این دادگاه بر پایهٔ قرارداد تسلیم آلمان تعریف شده بود. ادارهٔ سیاسی آلمان به «شورای نظارتی متفقین» منتقل شده بود که بالاترین مقام در آلمان بود و می‌توانست موارد سرپیچی از قوانین بین‌المللی و قانون جنگ را مجازات کند. از آن‌جا که دادگاه محدود به موارد سرپیچی از قوانین جنگ بود، صلاحیت رسیدگی به جنایت‌های انجام‌شده پیش از آغاز جنگ در ۱ سپتامبر ۱۹۳۹ را نداشت.

### محل برگزاری

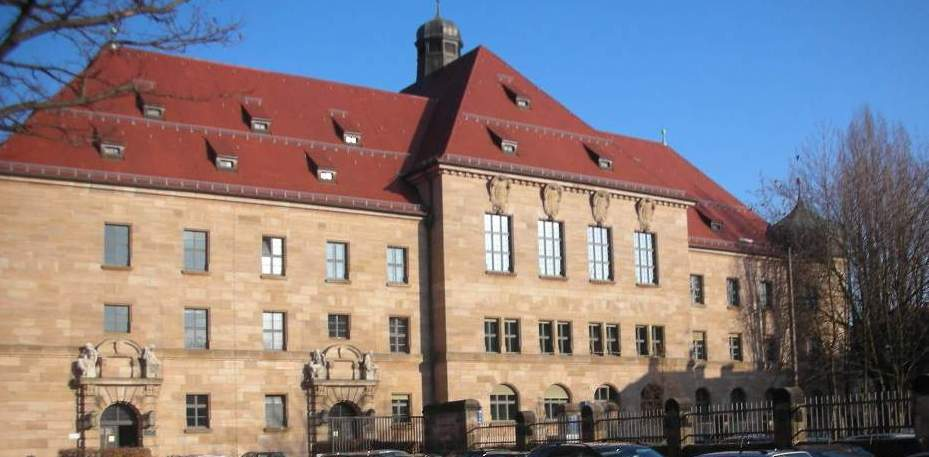
ساختمان دادگاه نورنبرگ، محل برگزاری دادرسی‌ها

نخست نام لایپزیگ و لوکزامبورگ برای برگزاری دادرسی‌ها مطرح شد. شوروی می‌خواست دادرسی‌ها در برلین که آن را پایتخت توطئه‌گران فاشیست می‌خواند برگزار شود، اما به دو دلیل، نورنبرگ برگزیده‌شد.
نخست این که کاخ دادگستری آن شهر بزرگ بود و از اندک ساختمان‌هایی در آلمان بود که در جریان بمباران‌های شدید متفقین آسیب چندانی ندیده‌بودند. این ساختمان همچنین زندان بزرگی هم داشت. دلیل دوم این بود که نورنبرگ محل تولد حزب نازی برشمرده می‌شد. این شهر محل برگزاری گردهمایی‌های تبلیغاتی سالانهٔ حزب و نشست ویژهٔ رایشس‌تاگ (مجلس آلمان) برای تصویب قوانین نورنبرگ بود. از این رو نورنبرگ جای مناسبی برای اعلام مرگ نمادین حزب بود.
برای جلب موافقت شوروی، توافق شد با تعیین نورنبرگ به‌عنوان محل دادرسی، برلین هم برای اقامت مقامات دادگاه تعیین شود.
بیشترِ متهمان در مرکز بررسی و بازجویی اردوگاه اَش‌کَن (Ashcan) در لوگزامبورگ بازداشت شده‌بودند و برای دادرسی به نورنبرگ آورده شدند.

## شرکت‌کنندگان
هریک از چهار کشور یک قاضی، یک قاضی جایگزین و یک دادستان معرفی کرد.

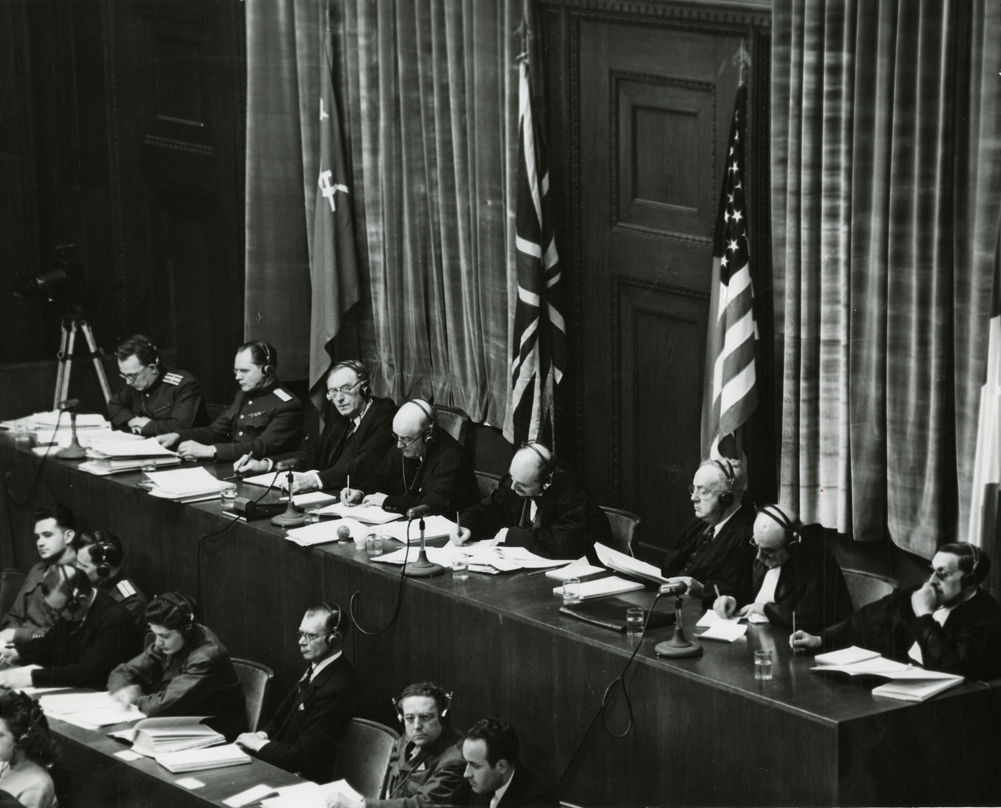
- قضات نورنبرگ از چپ به راست: الکساندر وُلچکف، یونا نیکیتچنکو، نورمن بیرکت، جفری لارنس، فرانسیس بیدل، جان پارکر، آنری دونِدو دو وابرِس و روبر فالکو

#### قضات
- سرلشکر نیکیتچنکو (شوروی، اصلی)
- سرهنگ الکساندر وُلچکف (شوروی، جایگزین)
- سرهنگ قاضی جفری لارنس (بریتانیا، اصلی)، رئیس دادگاه
- نورمن بیرکت (بریتانیا، جایگزین)
- فرانسیس بیدل (آمریکا، اصلی)
- جان پارکر (آمریکا، جایگزین)
- پروفسور آنری دونِدو دو وابرِس (فرانسه، اصلی)
- روبر فالکو (فرانسه، جایگزین)

#### دادستان‌های ارشد
- هارتلی شوکراس (بریتانیا)
- رابرت جکسن (آمریکا)
- رومن رودنکو (شوروی)
- فرانسوا دو منتون، بعدتر با اوت شامپتیه دوریته جایگزین شد (فرانسه)

#### وکیلان مدافع
بیشتر وکیلان مدافع، حقوقدانان آلمانی بودند، ازجمله (نام متهمان موکل در پرانتز): گئورگ فوشمَن و هاینتس فریتس (هانس فریچه)، اتو کرانتسبولر (کارل دونیتس)، اتو پانِنبکِر (ویلهلم فریک)، آلفرد توما (آلفرد روزنبرگ)، کورت کافمن (ارنست کالتِنبرونر)، هانس لاتِرنزِر (ستاد مشترک و فرماندهی عالی)، فرانتس اِکسنِر (آلفرد یودل)، آلفرد زَیدل (هانس فرانک)، اتو شتامر (هرمن گورینگ)، والتر بالاس (گوستاو کروپ فن بولِن و هالباخ)، هانس فلِکسنر (آلبرت شپِر)، گونتر فون رورشَیت (رودلف هس)، اگون کوبوشوک (فرانتس فون پاپن)، روبرت زِرواتیوس (فریتس زائوکل)، فریتس زائوتر (یواخیم فون ریبِنتروپ)، والتر فونک (بالدور فون شیراخ)، هانس مارکس (یولیوس اشترایشر)، اتو نِلته (ویلهلم کایتل) و هربرت کراس و رودلف دیکس (هیالمار شاخت). ۷۰ دستیار، کارمند و حقوق‌دان به وکیلان اصلی کمک می‌کردند. در میان گواهان وکیلان مدافع، مردانی بودند که در طول جنگ در جنایت‌های جنگی دست داشتند، از جمله رودلف هوس. گواهی‌دهندگان امیدوار بودند با این کار در مجازات خود تخفیفی بگیرند. همهٔ آنها در ادامه در چند مورد گناهکار شناخته شدند. 

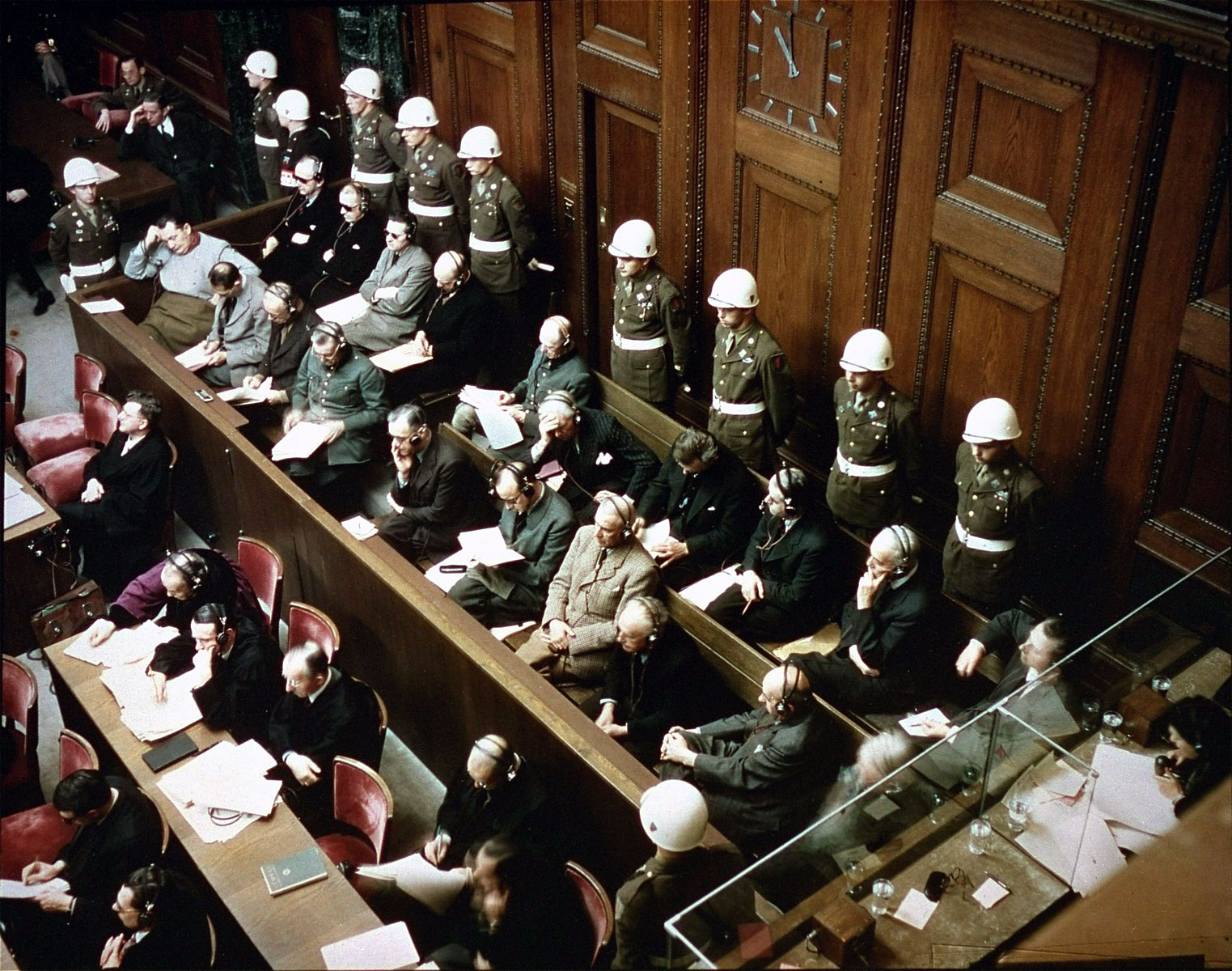
عکس رنگی کمیابی از دادرسی در نورنبرگ که متهمان و دژبانان آمریکایی نگهبان آنها را نشان می‌دهد

## دادرسی
دادگاه نظامی بین‌المللی در ۱۹ نوامبر ۱۹۴۵ در کاخ دادگستری نورنبرگ آغاز به کار کرد. ریاست جلسهٔ نخست را قاضی نیکیتچنکو از شوروی برعهده داشت. کیفرخواست علیه ۲۴ جنایتکار جنگی بزرگ و هفت سازمان (رهبری حزب نازی، هیئت وزیران رایش، اس اس، ادارهٔ امنیت (اس د)، گشتاپو، اس آ، و «ستاد مشترک و فرماندهی عالی»، شامل چند فرمانده ارشد نظامی) بود.
کیفرخواست‌ها موارد زیر را دربرمی‌گرفتند:
- مشارکت در توطئه برای ارتکاب جنایت علیه صلح
- برنامه‌ریزی برای جنگ و آغاز جنگ برای تجاوز و دیگر جنایت‌ها علیه صلح
- جنایت (های) جنگی
- جنایت علیه بشریت

بیست‌وچهار خوانده، بسته به هر اتهام، یا متهم شدند اما محکوم نشدند (م)، یا متهم شدند و گناهکار شناخته شدند (گ)، یا متهم نشدند (--). جدول زیر وضعیت هریک را ازنظر نام و سمت، اتهام، و نتیجهٔ دادرسی نشان می‌دهد:

بخشی از منشور دادگاه نظامی بین‌المللی
فصل ۴. دادرسی منصفانهٔ متهمان
مادهٔ ۱۶
در کیفرخواست باید اتهام متهمان با جزئیات و مشخصات کامل قید شود. یک نسخه از کیفرخواست و همهٔ مدارک پیوست آن، که به زبان متهم برگردانده شده‌باشد، باید در زمان معقولی پیش از آغاز دادرسی دراختیار او قرارگیرد.

| عکس | نام                          | اتهام | اتهام | اتهام | اتهام | مجازات         | یادداشت |
| عکس | نام                          | ۱     | ۲     | ۳     | ۴     | مجازات         | یادداشت |
| --- | ---------------------------- | ----- | ----- | ----- | ----- | -------------- | --- |
|     | مارتین بورمن                 | م     | —     | گ     | گ     | اعدام (غیابی)  | جانشین رودلف هِس در مقام دبیر حزب نازی. محکوم به اعدام به‌طور غیابی. بازمانده‌های جنازهٔ او در سال ۱۹۷۲ در برلین پیدا شد و برابر گزارش پایانی، او در روزهای پایان جنگ، هنگام گریز از برلین کشته شده‌بود. |
|     | کارل دونیتس                  | م     | گ     | گ     | —     | ۱۰ سال         | فرمانده نیروی دریایی آلمان از ۱۹۴۳، پس از اریش رِدر. آغازگر عملیات زیردریایی‌ها. پس از مرگ هیتلر، مدت کوتاهی رئیس‌جمهور آلمان بود. در اتهام حملهٔ نامحدود زیردریایی‌ها که نقض معاهدهٔ دوم دریایی لندن (۱۹۳۶) است، مجرم شناخته‌شد، اما چون آمریکا هم همان جرم را مرتکب شده‌بود، مجازات نشد در ۱ اکتبر ۱۹۵۶ آزاد شد. در ۲۴ دسامبر ۱۹۸۰ درگذشت. |
|     | هانس فرانک                   | م     | —     | گ     | گ     | اعدام          | مسوول امور حقوقی رایش (۱۹۳۳ – ۱۹۴۵) و فرماندارکل دولت عمومی در لهستان اشغالی (۱۹۳۹–۱۹۴۵). ابراز پشیمانی کرد. در ۱۶ اکتبر ۱۹۴۶ به دار آویخته‌شد. |
|     | ویلهلم فریک                  | م     | گ     | گ     | گ     | اعدام          | وزیر کشور هیتلر (۱۹۳۳ – ۱۹۴۳) و مسوول رایش در بوهم و موراویا (۱۹۴۳ – ۱۹۴۵). از نویسندگان قوانین نژادی نورنبرگ. در ۱۶ اکتبر ۱۹۴۶ به دار آویخته‌شد. |
|     | هانس فریچه                   | م     | -     | م     | م     | تبرئه شد.      | گویندهٔ پرطرفدار رادیو؛ رئیس بخش اخبار در وزارت تبلیغات. بعدتر در آلمان غربی دادرسی و زندانی، و در اوایل ۱۹۵۰ آزاد شد. فریچه به‌دلیل شباهت صدایش به گوبلز، وزیر تبلیغات، در رادیو استخدام شده‌بود. او در ۲۷ سپتامبر ۱۹۵۳ درگذشت. |
|     | والتر فونک                   | م     | گ     | گ     | گ     | زندان ابد      | وزیر اقتصاد هیتلر؛ در مقام رئیس بانک مرکزی آلمان جایگزین هیالمار شاخت شد. در ۱۶ مه ۱۹۵۷ به‌دلیل بیماری آزاد شد. در ۳۱ مه ۱۹۶۰ درگذشت. |
|     | هرمن گورینگ                  | گ     | گ     | گ     | گ     | اعدام          | فرمانده نیروی هوایی (۱۹۳۵ – ۱۹۴۵)؛ رئیس برنامهٔ چهارساله (۱۹۳۶ – ۱۹۴۵)؛ و نخستین رئیس گشتاپو تا تحویل آن به اس اس در آوریل ۱۹۳۴. او که در آغاز، دومین مقام عالی‌رتبهٔ حزب نازی و جانشین معرفی‌شدهٔ هیتلر بود، در آوریل ۱۹۴۵ مورد خشم هیتلر قرارگرفت. عالی‌رتبه‌ترین مقام نازی که دادگاه نورنبرگ دادرسی شد. پیش از اعدام، خودکشی کرد. |
|     | رودلف هس                     | گ     | گ     | م     | م     | زندان ابد      | معاون هیتلر تا زمانی که در ۱۹۴۱ برای انجام گفتگوهای صلح با بریتانیا به اسکاتلند گریخت. از آن هنگام زندانی بود. پس از دادرسی در زندان اشپانداو زندانی شد و در ۱۹۸۷ در آنجا خودکشی کرد. |
|     | آلفرد یودل                   | گ     | گ     | گ     | گ     | اعدام          | ژنرال ارتش و نفر دوم پس از ویلهلم کایتل در بخش عملیاتی فرماندهی عالی ارتش از ۱۹۳۸ تا ۱۹۴۵. امضاکنندهٔ فرمان اعدام بی‌محاکمهٔ کماندوهای متفقین و نمایندگان دولت و حزب کمونیست در نیروهای شوروی. در ۱۶ اکتبر ۱۹۴۶ به دار آویخته‌شد. امضاکنندهٔ سند تسلیم آلمان در ۷ مه ۱۹۴۵در مقام نمایندهٔ کارل دونیتس. در ۱۹۵۳ از او اعادهٔ حیثیت شد و بعدتر اعادهٔ حیثیت او لغو شد. |
|     | ارنست کالتنبرونر             | م     | —     | گ     | گ     | اعدام          | عالی‌رتبه‌ترین مقام اس اس که در دادگاه نورنبرگ دادرسی شد. رئیس نهادی متشکل از سازمان اطلاعات، گشتاپو، و پلیس جنایی، و مسوول کلی جوخه‌های مرگ. در ۱۶ اکتبر ۱۹۴۶ به دار آویخته‌شد. |
|     | ویلهلم کایتل                 | گ     | گ     | گ     | گ     | اعدام          | فرمانده عالی ارتش و وزیر غیررسمی دفاع از ۱۹۳۸ تا ۱۹۴۵. سرشناس برای پیروی بی‌چون‌وچرا از هیتلر. دستورهای بسیاری برای اعدام سربازان و زندانیان سیاسی را امضا کرد. ابراز پشیمانی کرد. در ۱۶ اکتبر ۱۹۴۶ به دار آویخته‌شد. |
|     | گوستاو کروپ فن‌بولِن‌اوندهالباخ | —     | —     | —     | —     | حکمی صادر نشد. | از بزرگ‌ترین صاحبان صنایع آلمان. مدیرعامل شرکت کروپ از ۱۹۱۲ تا ۱۹۴۵. ازنظر پزشکی ناآماده برای دادرسی؛ او از ۱۹۴۱ دچار معلولیت شده‌بود. او به‌اشتباه به‌جای پسرش آلفرد که در بیشتر دوران جنگ به‌جای او شرکت را مدیریت می‌کرد به دادگاه آورده‌شد. دادستانان خواستند پسرش را جایگزین او کنند، اما قضات به‌دلیل نزدیکی زمان دادرسی با این کار مخالفت کردند. پروندهٔ او همچنان بازماند تا پس از بهبودش بررسی شود. در فوریهٔ ۱۹۵۰ درگذشت. آلفرد در دادگاه دیگری موسوم به "دادگاه کروپ" در نورنبرگ، به‌اتهام اعمال بیگاری دادرسی شد و این‌چنین از اتهامات سخت‌تر گریخت. |
|     | روبرت لی                     | —     | —     | —     | —     | حکمی صادر نشد. | رئیس جبههٔ کار آلمان. در ۲۵ اکتبر ۱۹۴۵ پیش از آغاز دادرسی خودکشی کرد. |
|     | کنستانتین فن نویرات          | گ     | گ     | گ     | گ     | ۱۵ سال         | وزیر امور خارجه از ۱۹۳۲ تا ۱۹۳۸. مسوول رایش در امور بوهم و موراویا از ۱۹۳۹ تا ۱۹۴۳. از ۱۹۴۱ در مرخصی به‌سر می‌برد. در ۱۹۴۳ به‌دلیل اختلاف با هیتلر استعفا کرد. در ۶ نوامبر ۱۹۵۴ به‌دلیل بیماری آزاد شد. پس از سکتهٔ قلبی، در ۱۴ اوت ۱۹۵۶ درگذشت. |
|     | فرانتس فن پاپن               | م     | م     | —     | —     | تبرئه شد.      | صدراعظم آلمان در ۱۹۳۲ و معاون صدراعظم در دولت هیتلر از ۱۹۳۳ تا ۱۹۳۴. سفیر در اتریش از ۱۹۳۴ تا ۱۹۳۸. سفیر در ترکیه از ۱۹۳۹ تا ۱۹۴۴. با آن که در نورنبرگ تبرئه شد، در ۱۹۴۷ به‌وسیلهٔ دادگاه نازی‌زدایی آلمان گناهکار شناخته‌شد و به هشت سال کار سخت محکوم شد. پس از گذراندن دو سال زندان، با حکم دادگاه فرجام تبرئه شد. |
|     | اریش ردر                     | گ     | گ     | گ     | —     | زندان ابد      | فرمانده نیروی دریایی آلمان از ۱۹۲۸ تا بازنشستگی در ۱۹۴۳. دونیتس جانشین او شد. در ۲۶ سپتامبر ۱۹۵۵ به‌دلیل بیماری آزاد شد. در ۶ نوامبر ۱۹۶۰ درگذشت. |
|     | یواخیم فن ریبن‌تروپ           | گ     | گ     | گ     | گ     | اعدام          | سفیر در بریتانیا از ۱۹۳۶ تا ۱۹۳۸. وزیر امور خارجه از ۱۹۳۸ تا ۱۹۴۵. ابراز پشیمانی کرد. در ۱۶ اکتبر ۱۹۴۶ به دار آویخته‌شد. |
|     | آلفرد روزنبرگ                | گ     | گ     | گ     | گ     | اعدام          | پردازندهٔ نظریهٔ نژاد برتر. وزیر مناطق اشغالی شرق از ۱۹۴۱ تا ۱۹۴۵. در ۱۶ اکتبر ۱۹۴۶ به دار آویخته‌شد. |
|     | فریتس زائوکل                 | م     | م     | گ     | گ     | اعدام          | مسوول رایش در استان تورینگن از ۱۹۲۷ تا ۱۹۴۵. دارای اختیار تام در امور برنامهٔ کار اجباری از ۱۹۴۲ تا ۱۹۴۵. در ۱۶ اکتبر ۱۹۴۶ به دار آویخته‌شد. |
|     | هیالمار شاخت                 | م     | م     | —     | —     | تبرئه شد.      | بانکدار و اقتصاددان برجسته. رئیس بانک مرکزی آلمان پیش از جنگ (۱۹۲۳ – ۱۹۳۰ و ۱۹۳۳ – ۱۹۳۸). وزیر اقتصاد از ۱۹۳۴ تا ۱۹۳۷. موافق با سرپیچی از پیمان ورسای. بسیاری بر این باور بودند که بریتانیا با تبرئهٔ شاخت، محافظت از صاحبان صنایع و تامین‌کنندگان مالی آلمانی را درنظر داشته‌است. به‌نوشتهٔ فرانسیس بیدل، قاضی جفری لارنس گفته‌بود "شاخت آدم با شخصیتی است و شباهتی به وحشیان حاضر در دادرسی ندارد." او تا ۱۹۴۴ در اردوگاه تمرکز نازی‌ها زندانی بود و از این که باید در دادگاه جنایتکاران جنگی دادرسی شود خشمگین بود.                                     |
|     | بالدور فن شیراخ              | م     | —     | —     | گ     | ۲۰ سال زندان   | رئیس سازمان جوانان هیتلری از ۱۹۳۳ تا ۱۹۴۰. رئیس منطقه‌ای حزب نازی در وین (۱۹۴۰–۱۹۴۵). ابراز پشیمانی کرد. |
|     | آرتور زیس اینکوارت           | م     | گ     | گ     | گ     | اعدام          | از دست‌اندرکاران کلیدی الحاق اتریش به آلمان و مدت کوتاهی نخست‌وزیر اتریش در ۱۹۳۸. معاون هانس فرانک در لهستان (۱۹۳۹ – ۱۹۴۰). کمیسر رایش در هلند اشغالی (۱۹۴۰ – ۱۹۴۵). ابراز پشیمانی کرد. در ۱۶ اکتبر ۱۹۴۶ به دار آویخته‌شد. |
|     | آلبرت اشپیر                  | م     | م     | گ     | گ     | ۲۰ سال زندان   | دوست و معمار موردعلاقهٔ هیتلر. وزیر جنگ‌افزارها از ۱۹۴۲ تا پایان جنگ. او در این مقام مسوولیت نهایی استفاده از بیگاری اسیران مناطق اشغالی در تولید جنگ‌افزار را بر عهده داشت. ابراز پشیمانی کرد. |
|     | یولیوس اشترایشر              | م     | —     | —     | گ     | اعدام          | رئیس حزب نازی در منطقهٔ فرانکن (۱۹۲۲ – ۱۹۴۰). در آنجا اختیاراتش از او گرفته‌شد، اما هیتلر به او اجازه داد عنوانش را نگه‌دارد. منتشرکنندهٔ هفته‌نامهٔ ضدیهودی "دِر اشتورمر". در ۱۶ اکتبر ۱۹۴۶ به دار آویخته‌شد. |

## آزمون‌های بهرهٔ هوشی و ارزیابی‌های روانی
از متهمان آزمون‌های رورشاخ، درک موضوعی و وکسلر-بلوو گرفته‌شد. هوش همه بالاتر از سطح میانگین، و شماری بسیار بالاتر از آن بود.
| نام                  | بهرهٔ هوشی | حکم       |
| -------------------- | --------- | --------- |
| دونیتس، کارل         | ۱۳۸       | ۱۰ سال    |
| فرانک، هانس          | ۱۳۰       | اعدام     |
| فریک، ویلهلم         | ۱۲۴       | اعدام     |
| فریچه، هانس          | ۱۳۰       | تبرئه     |
| فونک، والتر          | ۱۲۴       | زندان ابد |
| گورینگ، هرمن         | ۱۳۸       | اعدام     |
| هس، رودلف            | ۱۲۰       | زندان ابد |
| یودل، آلفرد          | ۱۲۷       | اعدام     |
| کالتنبرونر، ارنست    | ۱۱۳       | اعدام     |
| کایتل، ویلهلم        | ۱۲۹       | اعدام     |
| نویرات، کنستانتین فن | ۱۲۵       | ۱۵ سال    |
| پاپن، فرانتس فن      | ۱۳۴       | تبرئه     |
| ردر، اریش            | ۱۳۴       | زندان ابد |
| ریبنتروپ، یواخیم فن  | ۱۲۹       | اعدام     |
| روزنبرگ، آلفرد       | ۱۲۷       | اعدام     |
| زائوکل، فریتس        | ۱۱۸       | اعدام     |
| شاخت، هیالمار        | ۱۴۳       | تبرئه     |
| شیراخ، بالدور فن     | ۱۳۰       | ۲۰ سال    |
| زِیس-اینکوارت، آرتور  | ۱۴۱       | اعدام     |
| اشپیر، آلبرت         | ۱۲۸       | ۲۰ سال    |
| یولیوس اشترایشر      | ۱۰۶       | اعدام     |

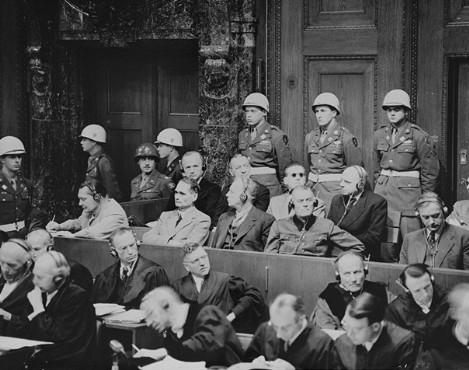
متهمان درحال شنیدن مذاکرات دادگاه

در طول دادرسی‌ها، روان‌پزشک آمریکایی لئون گُلدِنزون با متهمان و شماری از گواهان گفتگو کرد. یادداشت‌های او در این باره به‌صورت کتابی در سال ۲۰۰۴ منتشر شد.

## روزشمار مهم‌ترین رویدادهای دادرسی
- ۲۰ نوامبر ۱۹۴۵: آغاز دادرسی‌ها
- ۲۱ نوامبر ۱۹۴۵: قاضی رابرت جکسن طی سخنانی چند ساعته و تأثیرگذار دادرسی را آغاز کرد.
- ۲۶ نوامبر ۱۹۴۵: صورتجلسهٔ هوسباخ (مربوط به همایشی که هیتلر در آن برنامه‌های خود برای جنگ را اعلام کرده‌بود) ارائه شد.
- ۲۹ نوامبر ۱۹۴۵: فیلم “اردوگاه‌های تمرکز و زندان نازی‌هاً نمایش داده‌شد.
- ۳۰ نوامبر ۱۹۴۵: گواه اروین فن لاهوزن گواهی داد که کایتل و فن ریبن‌تروپ دستور کشتار اسیران لهستانی، یهودی و روس را صادر کرده‌اند.
- ۱۱ دسامبر ۱۹۴۵: فیلم «برنامهٔ نازی‌ها» نمایش داده‌شد که برنامه‌ریزی و آماده‌سازی بلندمدت نازی‌ها برای جنگ را نشان می‌داد.
- ۳ ژانویه ۱۹۴۶: گواه ارنست اولندورف، فرمانده پیشین جوخهٔ مرگ D، کشتار ۹۰٫۰۰۰ یهودی را تأیید کرد.
- ۳ ژانویه ۱۹۴۶: گواه دیتمار ویسلیسنی سازوکار اداری مسوول اجرای «راه‌حل نهایی» را شرح می‌دهد.
- ۷ ژانویه ۱۹۴۶: گواه و افسر پیشین اس اس اریش فن دِم باخ زِلوِوسکی، کشتار گروهی سازمان‌یافتهٔ یهودیان و دیگر گروه‌ها در شوروی را تأیید کرد.
- ۲۸ ژانویه ۱۹۴۶: گواه ماری-کلود وایلان کوتوریه، عضو جنبش مقاومت فرانسه، نخستین بازماندهٔ اردوگاه مرگ شد که درمورد هولوکاست گواهی داده‌است.
- ۱۱–۱۲ فوریه ۱۹۴۶: گواه و فیلدمارشال پیشین فردریش پائولوس، که پنهانی به نورنبرگ آورده شده‌بود، درمورد آغاز جنگ برای تجاوز گواهی داد.
- ۱۴ فوریه ۱۹۴۶: دادستان‌های شوروی تلاش کردند کشتار کاتین را به گردن آلمان بیندازند.
- ۱۹ فوریه ۱۹۴۶: فیلم «بی‌رحمی‌های متجاوزان آلمانی-فاشیست» که جزئیات جنایت‌های انجام شده در اردوگاه‌های مرگ را نشان می‌داد، نمایش داده‌شد.
- ۲۷ فوریه ۱۹۴۶: گواه آبراهام زوتسکِفِر درمورد کشتار درحدود ۸۰٫۰۰ یهودی در ویلنیوس به‌وسیلهٔ اشغالگران آلمانی شهر گواهی داد.
- ۸ مارس ۱۹۴۶: نخستین گواه در دفاع از ژنرال پیشین کارل بودِن‌شاتس گواهی داد
- ۱۳–۲۲ مارس ۱۹۴۶: هرمن گورینگ در جایگاه حاضر شد. هرمن گورینگ هنگام بازجویی

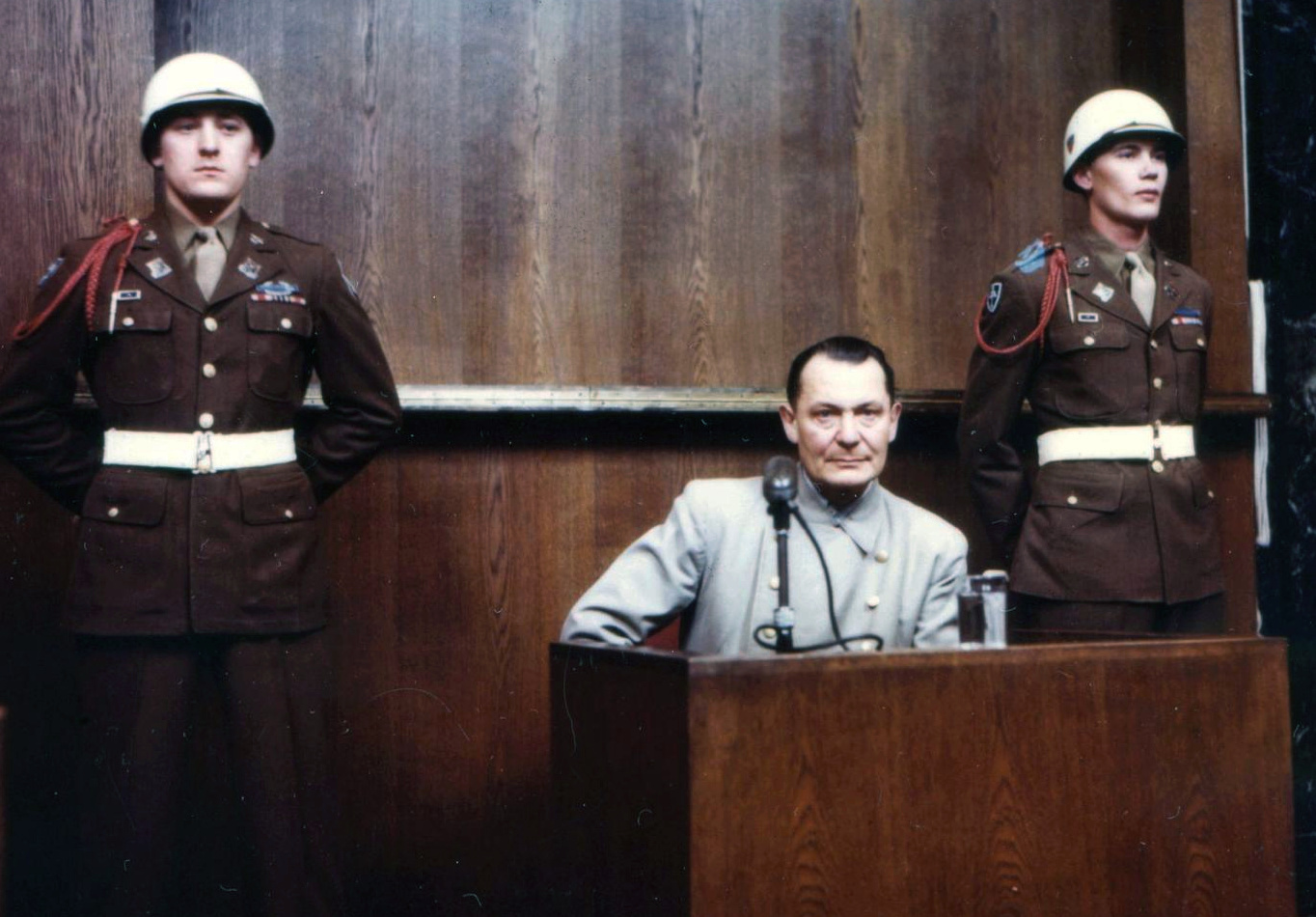
هرمن گورینگ هنگام بازجویی

- ۱۵ آوریل ۱۹۴۶: گواه رودلف هوس، فرمانده پیشین آشویتس گواهی داد که کالتنبرونر هیچ‌گاه در آنجا نبوده‌است، و پذیرفت که کشتار گروهی انجام داده‌است.
- ۲۱ مه ۱۹۴۶: گواه ارنست فن وَیتسِکر توافق عدم تجاوز سال ۱۹۳۹ آلمان و شوروی و پروتکل پنهانی آن برای تقسیم اروپای شرقی میان آلمان و شوروی را شرح داد.
- ۲۰ ژوئن ۱۹۴۶: آلبرت اشپیر در جایگاه حاضر شد. او تنها متهمی بود که مسوولیت شخصی اقدامات خود را پذیرفت.
- ۲۰ ژوئن ۱۹۴۶: گواهی در دفاع از مارتین بورمن انجام شد.
- ۱–۲ ژوئیه ۱۹۴۶: گواهی شش نفر درمورد کشتار کاتین شنیده‌شد. شوروی نتوانست این کشتار را به آلمان نسبت دهد.
- ۲ ژوئیه ۱۹۴۶: دریادار چِستر نیمیتس در گواهی درمورد حملهٔ بدون هشدار به کشتی‌های تجاری، پذیرفت آلمان در این حمله‌ها تنها نبوده‌است و آمریکا هم همین کار را کرده‌است.
- ۲ ژوئیه ۱۹۴۶: آخرین بیانیه‌های وکلای مدافع
- ۲۶ ژوئیه ۱۹۴۶: آخرین بیانیه‌های دادستان
- ۳۰ ژوئیه ۱۹۴۶: آغاز دادرسی «سازمان‌های جنایتکار»
- ۳۱ اوت۱۹۴۶: آخرین بیانیه‌های متهمان
- ۱ سپتامبر ۱۹۴۶: پایان دادرسی
- ۳۰ سپتامبر تا ۱ اکتبر ۱۹۴۶: اجرای مجازات‌ها به‌مدت دو روز. حکم هریک از محکومان در ۱ اکتبر خوانده‌شد.

دادستانان توانستند پیشینهٔ رویدادهای منجر به جنگ جهانی دوم، که جان درحدود ۵۰ میلیون انسان را گرفت، و جنایت‌هایی را که به‌نام رژیم هیتلر انجام شد، را آشکار کنند. دوازده تن از متهمان به مرگ محکوم شدند و هفت تن به زندان از ۱۰ سال تا ابد. سه تن تبرئه شدند و دو تن متهم نشدند.

## اعدام‌ها

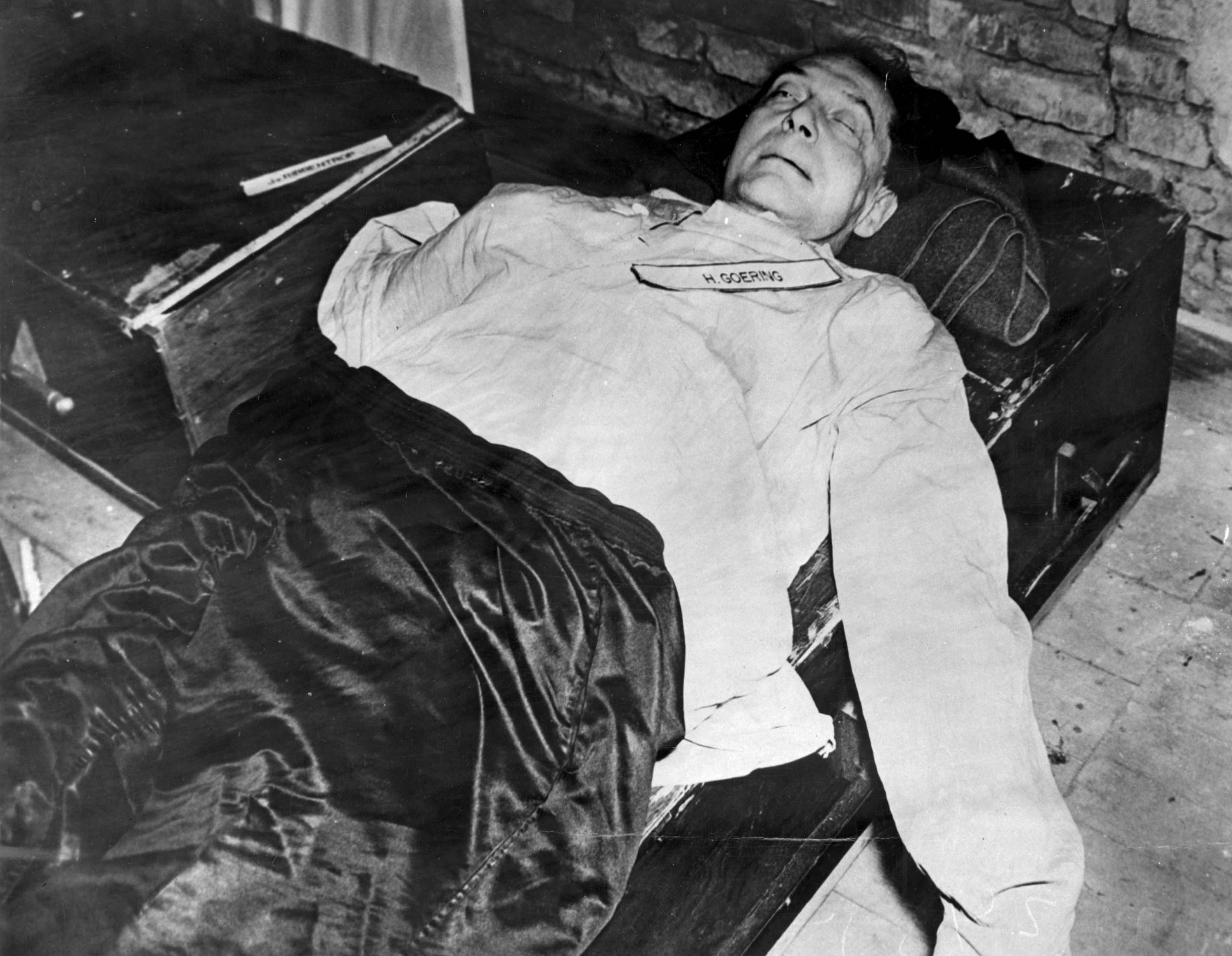
جسد هرمن گورینگ، ۱۶ اکتبر ۱۹۴۶

مجازات‌های اعدام در ۱۶ اکتبر ۱۹۴۶ با روش دار زدن با «افتادن استاندارد» به‌جای «افتادن از ارتفاع زیاد» اجرا شد. ادعا شد ارتفاع دارها دانسته کم بوده‌است تا متهمان به‌جای مرگ سریع دراثر شکستن گردن، به‌کندی و با زجر دراثر خفگی بمیرند؛ ارتش آمریکا این ادعا را رد کرد. با این حال مدارکی هست که نشان می‌دهد مرگ شماری از متهمان با زجر و پس از حدود ۱۴ تا ۲۸ دقیقه جان‌کندن روی داده‌است. مرگ کایتل بیش از همه و ۲۸ دقیقه طول کشید.
شایع شده‌بود که جسدها به داخائو برده و در آنجا سوزانده شده‌اند، اما درواقع آنها در مونیخ سورانده و خاکسترشان به رود ایزا ریخته‌شد. قضات فرانسه‌ای پیشنهاد دادند متهمان ارتشی (گورینگ، کایتل و یودل) به‌رسم دادگاه‌های نظامی تیرباران شوند، اما بیدل و قضات شوروی گفتند از آنجا که آنها از مقررات نظامی سرپیچی کرده‌اند، شایستهٔ تیرباران که مرگ آبرومندتری است نیستند. دیگر محکومان در ۱۹۴۷ به زندان اشپانداو برده‌شدند.
دوتن از محکومان به اعدام، به‌دار آویخته نشدند. یکی از آنها، مارتین بورمن، غیابی محکوم شد، و دیگری، هرمن گورینگ، شب پیش از اعدام خودکشی کرد. دو محکوم دیگر به دار آویخته‌شدند.

## اصول نورنبرگ
در «اصول نورنبرگ» که مجموعه مقرراتی برگرفته از نتیجهٔ این دادرسی‌ها است، مفهوم «جنایت جنگی» تعریف شده‌است.

## دسترسی به مدارک
مدارک بسیاری درمورد اتهامات وجود داشت، به‌ویژه از این رو که نازی‌ها بایگانی دقیقی از اقدامات خود تهیه می‌کردند. دادستان‌ها مدارکی با امضاهای مشخص داشتند که موارد گسترده‌ای، از تهیهٔ نوشت‌افزار تا گاز سیکلون ب را دربرمی‌گرفت. مجموعه عکس‌های یافته‌شده درجریان آزادسازی زندانیان اردوگاه‌های مرگ، در جریان دادرسی و هنگام شرح جنایت‌های متهمان نمایش داده‌شد.

## اهمیت و تأثیرات

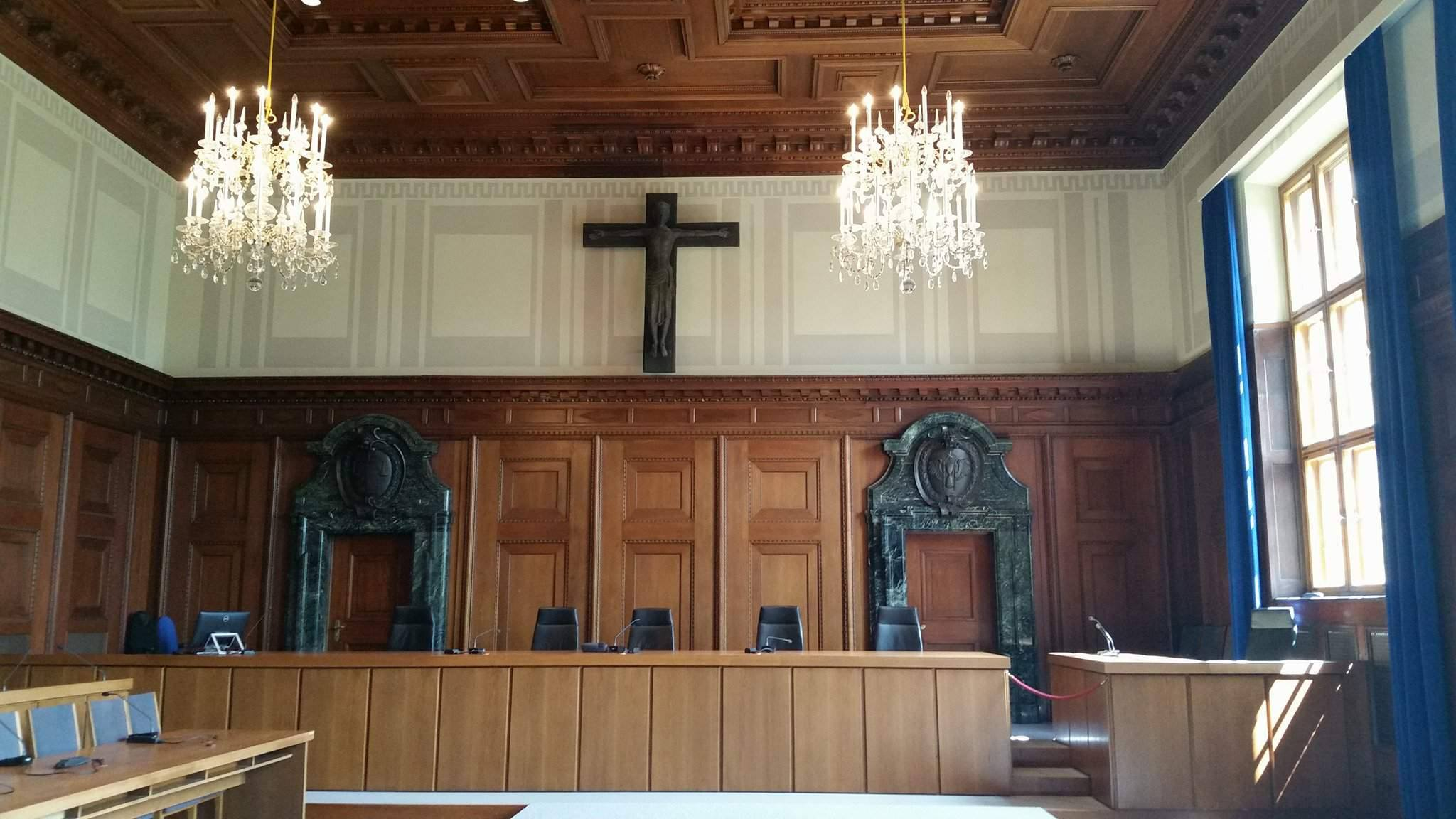
تالار دادرسی موسوم به اتاق ۶۰۰ دادگاه در ژوئن ۲۰۱۶ این تالار اکنون محل بازدید گردشگران است.

یکی از موارد اهمیت این دادرسی‌ها تثبیت این اصل بود که «جنایت علیه قوانین بین‌المللی، به‌وسیله اشخاص حقیقی انجام می‌شود، نه اشخاص حقوقی، و تنها راه جبران نقض قوانین بین‌المللی، مجازات کردن این اشخاص است.» در پی ایجاد دادگاه نظامی بین‌الملی، دادرسی افسران کم‌اهمیت‌تر نازی و پزشکان نازی که بر روی زندانیان اردوگاه‌ها آزمایش‌های پزشکی انجام می‌دادند انجام شد. دادگاه نورنبرگ الگویی شد برای دادگاه نظامی بین‌المللی خاوردور که مسوولان ژاپنی را برای جنایت علیه صلح و انسانیت دادرسی کرد. این دادگاه همچنین در دادرسی آدولف آیشمن، و بعدها در دادگاه لاهه در پروندهٔ جنایت‌های جنگ بالکان در آغاز دهه ۱۹۹۰، و در دادرسی مسوولان نسل‌کشی رواندا در آروشا الگو قرارگرفت.
درشت|دادگاه نورنبرگ بر تدوین قانون کیفری بین‌المللی تأثیر مهمی گذاشت و برای موارد زیر الگو قرار گرفت:
- کنوانسیون نسل‌کشی، ۱۹۴۸
- اعلامیه جهانی حقوق بشر، ۱۹۴۸
- اصول نورنبرگ، ۱۹۵۰
- کنوانسیون لغو قانون محدودیت‌های جنایات جنگی و جنایت علیه انسانیت، ۱۹۶۸
- کنوانسیون ژنو درمورد قوانین جنگ، ۱۹۴۹ و پروتکل‌های الحاقی آن، ۱۹۷۷

تأثیر دادگاه نورنبرگ همچنین بر پیشنهادهای تأسیس دادگاه دائمی کیفری بین‌المللی، و پیش‌نویس قوانین کیفری بین‌المللی که بعدها به‌وسیله کمیسیون حقوقی بین‌المللی تدوین شد دیده می‌شود.

## دادرسی‌های وابسته
مقامات آمریکایی شماری دادرسی مرتبط به این دادرسی‌ها را در مناطق تحت اشغال خود انجام دادند. دیگر دادرسی‌هایی که پس از دادگاه نورنبرگ انجام شد به‌شرح زیر بوده‌است:
- دادگاه آشویتس
- دادگاه بلزن
- دادگاه بلزِک در میانهٔ دههٔ ۱۹۶۰، برای هشت مأمور اس اس اردوگاه مرگ بلزک، در مونیخ برگزار شد.
- دادگاه شِمنو، برای کارکنان اردوگاه مرگ شمنو در لهستان و آلمان برگزار شد
- دادگاه داخائو
- دادرسی‌های آشویتس در فرانکفورت
- دادرسی‌های مایدانِک، طولانی‌ترین دادرسی‌های جنایات جنگی در تاریخ که بیش از ۳۰ سال طول کشید.
- دادرسی‌های اردوگاه ماتهاوزن-گوزِن
- دادرسی‌های راوِنزبرک در هامبورگ
- دادگاه زوبیبور در شهر هاگن آلمان، در ۱۹۶۵ برای مأموران اس اس اردوگاه مرگ زوبیبور برگزار شد.
- دادرسی‌های تربلینکا در دوسلدورف آلمان

## کتاب به‌زبان فارسی
کتاب دادرسی بزرگ، برگردان امیرهوشنگ کاووسی از کتاب Le proces de nuremberg، نوشتهٔ لویی سورل (Louis Saurel) است که نخستین بار در ۱۳۶۴ به‌وسیلهٔ انتشارات فرس منتشر شد، شرح مصوری است از رویدادهای دادگاه نورنبرگ. کاووسی که بیشتر به‌دلیل نقد و تدریس سینما شناخته شده‌است، زندگی‌نامه‌ی اروین رومل، فرمانده آلمانی سرشناس در جنگ جهانی دوم، نوشتهٔ سورل را نیز با نام سالار صحرا ترجمه کرده‌است.